# Else Jerusalem

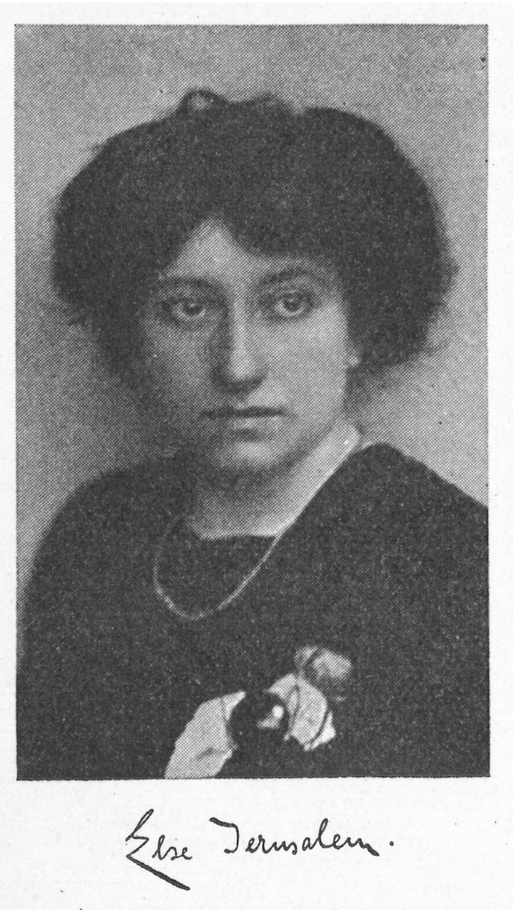
Else Jerusalem 1911

Else Jerusalem, verheiratete Widakowich (* 23. November 1876 als Elsa Kotányi in Wien, Österreich-Ungarn; † 20. Jänner 1943 in Buenos Aires) war eine österreichische Schriftstellerin. Sie gilt als eine der Protagonistinnen der bürgerlichen Frauenbewegung Österreichs um 1900.

## Leben und Wirken

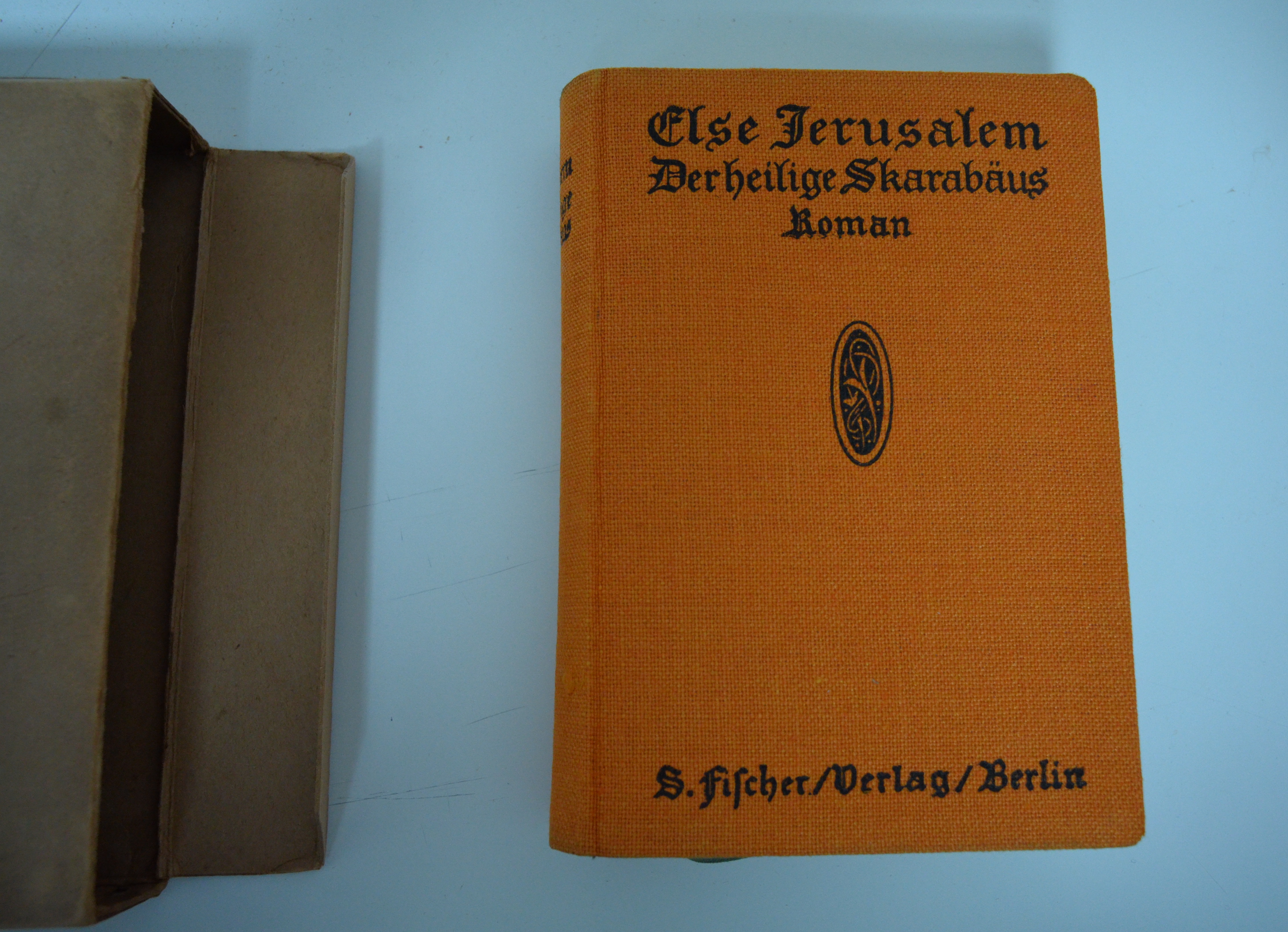
Umschlag der Erstausgabe von Der heilige Skarabäus, Berlin: S. Fischer 1909, mit dem originalen, genieteten Kartonschuber und grünem Lesebändchen

Elsa Kotányi stammte aus einem wohlhabenden jüdischen Haus. Sie studierte ab 1893 vier Jahre als Hospitantin (außerordentliche Gasthörerin) an der Universität Wien. 1901 heiratete sie im Stadttempel in Wien den Fabrikanten Alfred Jerusalem (1876–1945). Sie pflegte gute Bekanntschaften im Umkreis des „Jungen Wien“, so mit Hermann Bahr, Jakob Wassermann, Felix Salten und später auch mit Arthur Schnitzler.
Sie wurde bekannt mit Schriften über zu ihrer Zeit als gewagt geltende Themen wie Prostitution (Novellensammlungen Venus am Kreuz und Komödie der Sinne) und Sexualerziehung (Gebt uns die Wahrheit, 1902), in welchen sie auch Reformvorschläge unterbreitete. Ihr Hauptwerk, der in einem Wiener Bordell spielende Roman Der heilige Skarabäus (1909 im S. Fischer Verlag erstmals publiziert), provozierte bei seinem Erscheinen als „Unsittenroman“ einen Skandal. Der Roman erreichte bis 1911 rund 22 Auflagen, wurde 1928 verfilmt und 1933 im Deutschen Reich von der Gestapo verboten.
In dem fast 700 Seiten langen Werk beschrieb sie die Situation der Prostituierten, die Praxis der Reglementierung der Prostitution, den Mädchen- und Frauenhandel und das Ausgeliefertsein an die Polizei detailliert und kenntnisreich. Sie brach damit mit dem verklärten Blick auf die Prostitution, der bis dahin in der Literatur gepflegt wurde.
„Im Heiligen Skarabäus liest sie der bürgerlichen Gesellschaft die Leviten, um ihr, […] die Augen für soziale Missstände zu öffnen, und sie setzt dabei nicht zuletzt an bei deren Söhnen, die sich wie so mancher Vertreter des Jungen Wien als feinnervige Ästheten von den Gründerzeitvätern absetzen wollen und doch ebenso wenig auf das Kapital verzichten möchten, wie sie die Doppelmoral nicht ablegen können.“
Sie lernte Viktor Widakowich (geb. 8. April 1880 in Wien), einen Universitätsdozenten für Embryologie, kennen, der eine Berufung als Professor nach Buenos Aires erhalten hatte. Gemeinsam beschlossen sie, sich von ihren jeweiligen Ehepartnern scheiden zu lassen. Nach der Scheidung von Alfred Jerusalem am 1. Januar 1911 konnten sie im gleichen Monat heiraten. Die erste Ehefrau Widakowichs, Antonie, beging im Februar Suizid. Das Ehepaar emigrierte 1911 nach Argentinien und ließ sich in Buenos Aires nieder, wo Jerusalem neben ihrer publizistischen Tätigkeit für südamerikanische Zeitungen und Verlage auch ethnologische Studien betrieb. Als Publikationsname verwendete sie in Zukunft auch Else Widakowich.
Eine letzte Buchpublikation gelang ihr noch 1939 – ihr Gesamtwerk war bereits 1935 auf die „Liste des schädlichen und unerwünschten Schrifttums“ gesetzt worden – im Zürcher Verlag von Emil Oprecht: Die Dreieinigkeit der menschlichen Grundkräfte. Ihr Sohn Fritz Jerusalem nannte sich später Fritz Jensen. Sie starb am 20. Januar 1943 in Buenos Aires an Zerebralsklerose.
1954 erschien ihr Hauptwerk Der heilige Skarabäus in einer stark gekürzten Neuauflage im Amsel Verlag, der als Nachwort eine Bundestagsrede von Marie-Elisabeth Lüders zur Sexualverkehrs-Gewerbeordnung beigefügt war, in der diese sich gegen Kasernierung von Prostituierten, Mädchen- und Frauenhandel sowie Korruption aussprach. Eine vollständige Neuausgabe erschien 2016 im Wiener Verlag „Das vergessene Buch“.

## Schriften
- Venus am Kreuz. Drei Novellen. Meyer, Leipzig 1899.
  - Neuausgabe Hofenberg, Berlin 2024, ISBN 978-3-7437-4838-5
- Gebt uns die Wahrheit! Ein Beitrag zu unsrer Erziehung zur Ehe. Seemann, Berlin/Leipzig 1902.
- Komödie der Sinne. Erzählungen. Seemann, Leipzig 1902.
  - Neuausgabe Hofenberg, Berlin 2022, ISBN 978-3-7437-4305-2.
- Der heilige Skarabäus. Roman. S. Fischer, Berlin 1909 (1.–20. Auflage). 37.–40. Auflage 1926 (Digitalisat).
  - Neuausgabe, gekürzt, mit einem Nachwort von Marie-Elisabeth Lüders. Berlin: Amsel 1954.
  - Neuausgabe hrsg. u. mit einem Nachwort von Brigitte Spreitzer: DVB Verlag, Wien 2016, ISBN 978-3-9504158-3-4.[4]
  - Neuausgabe Hofenberg, Berlin 2017, ISBN 978-3-7437-1986-6

- Englische Ausgabe, gekürzt: The red house. Laurie, London 1932; Red house alley, introduction by Sophie Haydock ; afterword by Stephanie G. Ortega ; postscript by Ines Weyland, [Norwich] : UEA Publishing Project ; [Norwich] : Boiler House Press, 2024, ISBN 978-1-915812-36-0

- Steinigung in Sakya. Ein Schauspiel in 3 Akten. Reiss, Berlin 1928.
- Die Dreieinigkeit der menschlichen Grundkräfte. Die Gestaltung, Zürich [1939].